# سيدي عقبة (المحمودية)
قرية سيدي عقبة  هي إحدى القرى التابعة لمركز المحمودية في محافظة البحيرة في جمهورية مصر العربية. حسب إحصاءات سنة 2006، بلغ إجمالي السكان في سيدي عقبة 24281 نسمة، منهم 12412 رجل و11869 امرأة.